# Ospedale di Sola
L'ospedale  è un edificio storico della frazione di Sola, situato nel comune di Fara Olivana con Sola. Si affaccia sulla ex strada statale 11 Padana Superiore ed è posto di fronte alla Cascina Secchi. Risalente alla seconda metà del 1500, offriva asilo, assistenza e cure a forestieri, viandanti e pellegrini che percorrevano la “Via Gallica”. Era gestito dai frati che dimoravano nel vicino Convento.

## Storia
Al tempo della costruzione dell'ospedale, Sola era esattamente sul confine tra il Ducato di Milano e la Repubblica di Venezia. A Bettola esisteva una locanda (da qui il nome), presso la quale veniva effettuato il servizio di Posta dei cavalli. Proprio alla Bettola erano di stanza le guardie della Repubblica, incaricate di presidiare una strada fortificata detta "lo Steccato" che, partendo tra Castel Gabbiano e Sola, raggiungeva la città di Crema e la collegava con il territorio bergamasco. Il Cremasco a quei tempi costituiva un'enclave veneta all'interno del Ducato di Milano.
L'ospedale di Sola pertanto, era situato in una posizione piuttosto strategica.

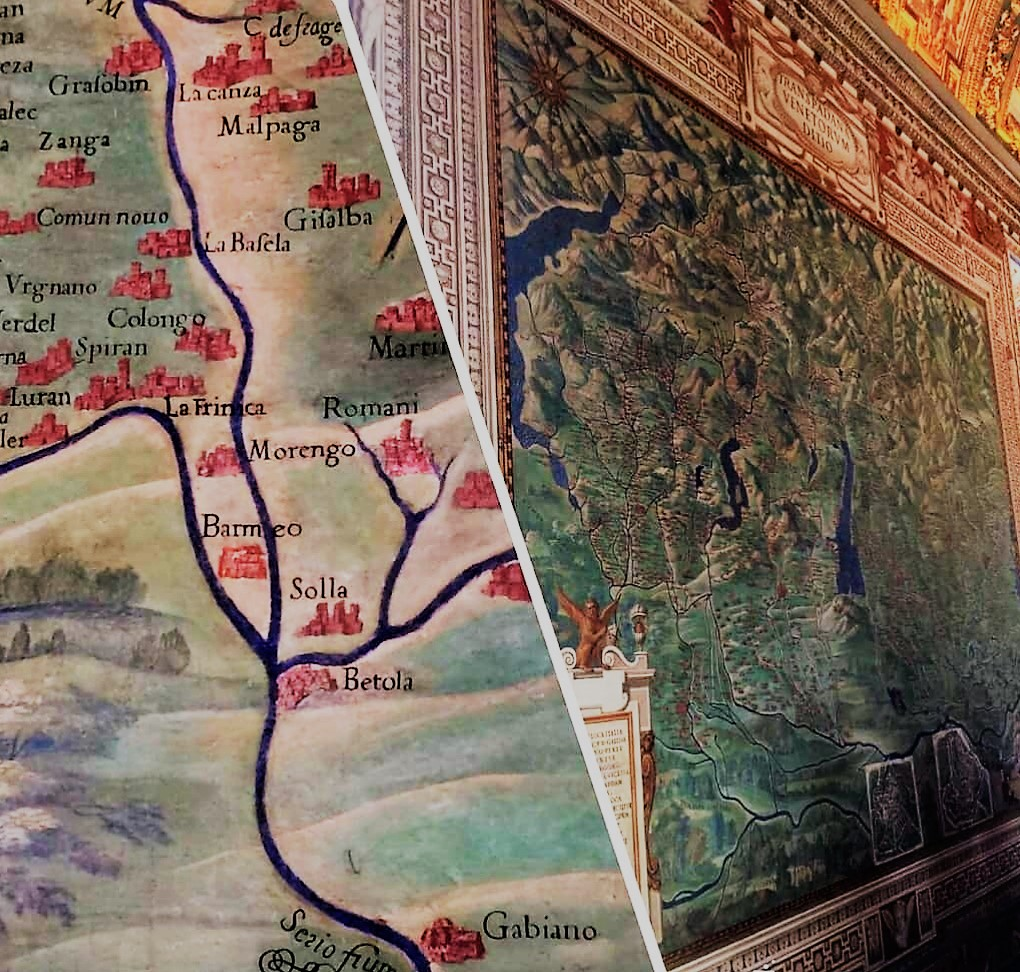
"Transpadana Venetorum Ditio" (particolare e visione d'insieme) - affresco nella Galleria delle carte geografiche - Musei Vaticani - Roma, 1580 - 1582

Il piccolo borgo compare con il nome di “Solla” sulla parete orientale della galleria delle Carte geografiche (1580-1582) nei Musei Vaticani, dove sono rappresentate le regioni cinte dalle Alpi o bagnate dal Mar Adriatico. Su queste mappe si trovano scritti tutti i nomi di città e paesi che alla fine del XVI secolo erano note o rilevanti per gli interessi dello Stato della Chiesa e della geografia.

Sin dalle sue origini il villaggio di Sola si sviluppò sul ciglio del tratto di strada romana Mediolanum-Brixia appartenente alla Via Gallica. Lungo questo percorso, un tempo, erano presenti diversi ponti romani, alcuni dei quali si sono conservati. Dagli scritti di Don Francesco Saverio Cavagna, proprio a conferma di ciò, si apprende dell’esistenza sul fiume Serio di un antico ponte romano proprio fuori dall’abitato, che era detto “ponte di Mozzanica” o “ponte di Sola”, e che venne demolito nel 1911. La via delle Gallie, dal 333 d.C., entrò a far parte dell'Itinerarium Burdigalense o Itinerarium Hierosolymitanum: il più antico cammino di pellegrinaggio documentato, che da Bordeaux in Gallia, attraversando l'Italia settentrionale, conduceva fino a Gerusalemme. Il tratto di strada dal Garda in poi veniva anche denominato “Via Palmaria”.

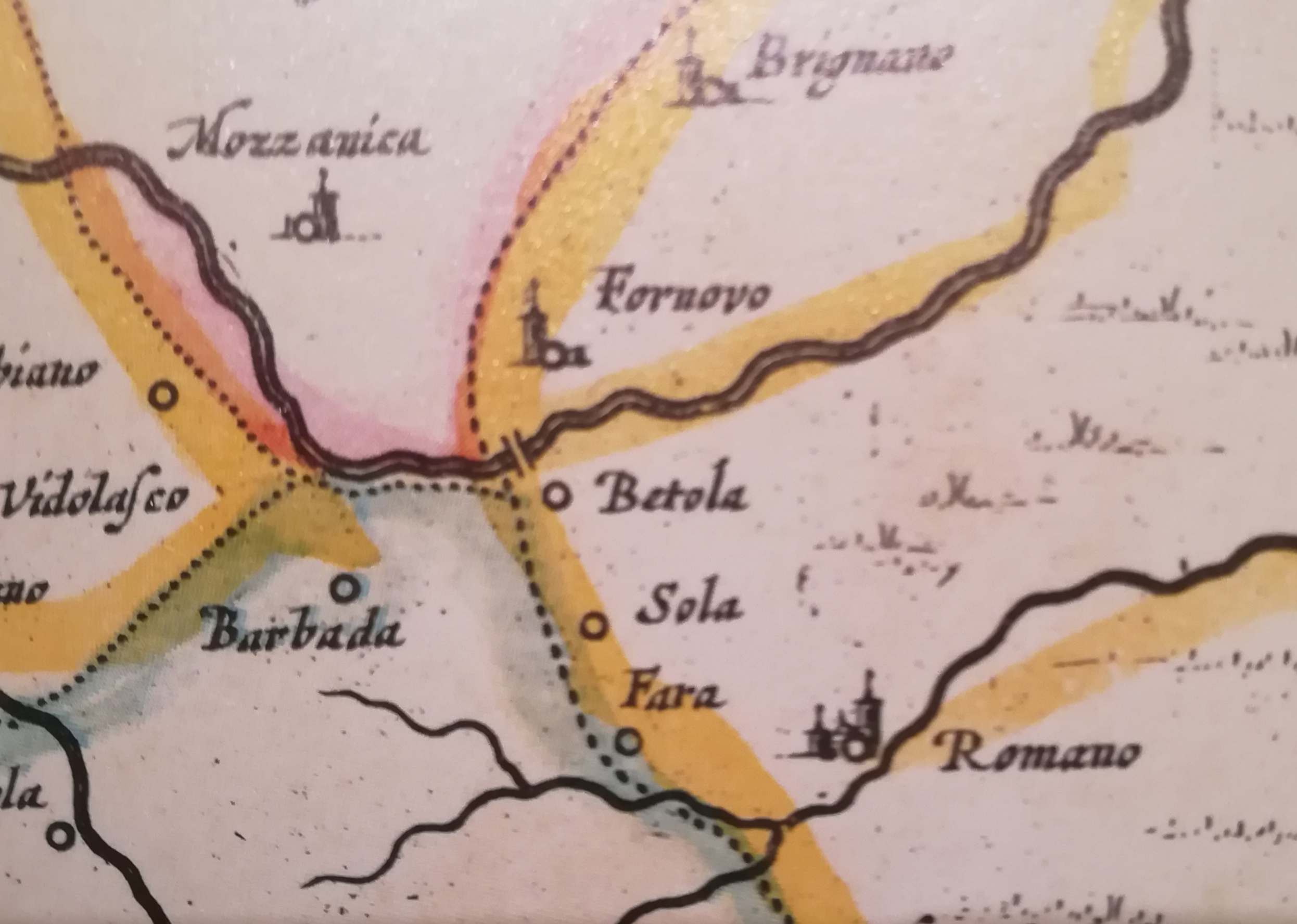
Particolare della mappa del "Territorio di Bergamo" del Cartografo Willem Blaeu, 1640. Pubblicata ad Amsterdam nel 1667 dal figlio Joahn Blaeu

Dopo l'anno Mille il pellegrinaggio favorì la mobilità delle persone e con essa il diffondersi della cultura e il rinascere dei commerci. Le vie dei pellegrinaggi si attrezzarono con gli Hospitalia (ospizi). Nel Medioevo la parola ospedale indicava un luogo atto ad offrire ospitalità a chi ne avesse bisogno; non era perciò un luogo dove si curavano gli ammalati come è inteso invece con l’accezione odierna.  Gli ospedali erano istituzioni religiose, spesso appartenenti ad un monastero o ad un convento. L’ospitalità conventuale in Lombardia nel medioevo e nel rinascimento era ricca ed articolata; monaci, frati e suore erano già soliti accogliere nelle loro strutture viandanti e pellegrini. Generalmente nell'ospedale si poteva trovare un letto, o almeno un pagliericcio, in uno stanzone comune. Essendo situato vicino ad un convento, l'ospedale di Sola non aveva una cappella propria. Esistevano tre tipi di ospedali: gli "Xenodochii" che accoglievano gli stranieri, gli "Ptochii" che assistevano i poveri e gli Hospitali che curavano gli infermi, cioè i poveri che avevano malattie o menomazioni. Spesso però potevano coesistere due o tutte e tre le funzioni presso lo stesso ospedale, offerte in locali separati. Per quel che riguarda la cura degli ammalati, le medicine utilizzate erano frutto del lavoro e della conoscenza dei frati, esperti nella coltivazione e nell’utilizzo delle erbe officinali.
Spesso gli ospedali venivano costruiti nei pressi delle grandi città, oppure dove il percorso era costretto a superare difficili ostacoli naturali.
Il motivo per cui l'ospedale venne costruito a Sola, era perché il piccolo borgo si trovava quasi sperduto tra i boschi, in un'area di paludi ed acquitrini; l’aria poco salubre inoltre favoriva l’insorgenza della malaria.
Oltre alle funzioni principali quali il ricovero dei viandanti e la cura dei malati, l'ospedale esercitava anche la funzione di controllo delle strade. Spesso perciò, gli ospedali erano costruiti lungo gli itinerari che portavano verso le grandi mete di pellegrinaggio: il Santo Sepolcro a Gerusalemme, la tomba dell'apostolo Pietro a Roma e la tomba di San Giacomo Maggiore a Santiago de Compostela.
Così Dante Alighieri, verso il 1300, classificava i pellegrini:

«In tre modi si chiamano le genti che vanno al servigio de l’Altissimo:

chiamasi palmieri, in quanto vanno Oltremare là onde molte volte recano la palma;

chiamansi peregrini in quanto vanno a la casa di Galizia, però che la sepoltura di San Jacopo fue più lontana della sua patria che d’alcuno altro apostolo;

chiamansi romei quanti vanno a Roma».
(Dante Alighieri, Vita Nuova)
La comprovata origine medioevale e la menzione del Borgo di Sola sin dal 1260, fanno presupporre che prima dell’attuale costruzione ve ne fosse già un'altra, probabilmente più modesta.
Dal 1267, l'ospedale si trovò anche sulla sponda nord del Fosso Bergamasco, scavato all'epoca degli scontri tra guelfi e ghibellini per definire i confini tra le due fazioni. Sola di sopra (detta anche Sola nel Bergamasco) fu ricompresa tra i possedimenti guelfi, mentre Sola di sotto (detta anche Sola nel Cremonese) entrò a far parte dei territori ghibellini.
L'occupazione avvenuta nel 1428, da parte della Serenissima, del Territorio di Bergamo fino al Fosso Bergamasco, trasformò quest’ultimo in un confine di stato. La situazione perdurò sino alla conquista napoleonica del 1796. Per tutti questi anni l’Hospitale di Sola svolse la sua funzione in una zona che si stava trasformando sempre più nel “crocevia” dell’Europa.
La Via Gallica ora chiamata anche “Via Veneta”, oltre a favorire il collegamento tra la Francia e la Terra Santa, fungeva anche da raccordo per le altre vie di pellegrinaggio.
I pellegrini della Via Romea Germanica,così come quelli che avevano intrapreso il viaggio transitando sulla Via Ungaresca, sceglievano di passare da Sola per innestarsi sul cammino che conduceva ad ovest, verso Santiago de Compostela. Parimenti coloro che, provenendo da nord ovest, camminavano sulla Via Romana, sulla Via Francisca del Lucomagno, oppure calpestavano i ciottoli della Via Regina, se non intenzionati a dirigersi verso la Via Francigena, potevano trovare alloggio nell’Ospedale, durante il viaggio che li avrebbe portati a Venezia, e da lì fino a Gerusalemme.
Si trovava perciò a transitare da Sola una grandissima quantità di persone, di ogni ceto sociale, molte dirette verso i luoghi santi; la maggior parte delle quali necessitava di ogni assistenza. Solo questo grande flusso di pellegrini e di viandanti può spiegare le dimensioni della struttura, troppo grandi se si pensa ad un luogo dedicato unicamente alla cura degli abitanti locali, che nel 1596 erano circa 30 anime.

## Descrizione
L’edificio originario, che si sviluppa in direzione est – ovest venne costruito presumibilmente alla fine del XVI secolo. A quell'epoca il vecchio convento che sorgeva in località Dosso, dove si trova la santella, era andato distrutto ormai da tempo. I frati si erano trasferiti più ad ovest, proprio a pochi passi dall'entrata dell'Hospitale. Esiste infatti nella stessa zona un altro antico edificio, trasformato in seguito in abitazione rurale, che tradizionalmente è identificato con il toponimo di “Convento”.
Il corpo di fabbrica principale, nelle dimensioni e in parte anche nelle forme, è riconducibile ad un edificio adibito ad accogliere molta gente. I volumi infatti non sono quelli tipici di una cascina di quell'epoca: le altezze di interpiano sono maggiori, ed il passaggio centrale con pavimentazione a ciottoli (probabilmente originaria almeno in parte), che mette in comunicazione la corte con la retrostante via San Lorenzo, presenta caratteristiche quasi monastiche. Uscendo nella via sopracitata e guardando la facciata rivolta a nord, si può notare come, a lato della portina con sopraluce ad arco a tutto sesto, sia riproposta la medesima forma in una porta “gemella” ma cieca. Al piano superiore, sempre in corrispondenza del varco sottostante, vi sono due finestroni ciechi di considerevoli dimensioni; anch'essi presentano le volte a tutto sesto. È possibile accedere agli ambienti posti al piano superiore mediante una grande scala in legno posizionata proprio all'interno del passaggio. L’edificio si affaccia, verso sud, su un ampio e funzionale cortile interno; probabilmente esisteva un pozzo per l'acqua al centro dello stesso, successivamente sostituito da una pompa manuale con abbeveratoio. Abbandonata la funzione di ospizio, l'ospedale venne convertito in edificio ad uso agricolo, la parte più antica venne trasformata in abitazioni per i coloni. Sui restanti tre lati del cortile vennero aggiunti edifici più bassi che furono adibiti a stalle, magazzini e fienili. Da quel momento in poi, quello che era stato un luogo di accoglienza, ospitalità, attenzione ai poveri e veicolo per la diffusione della cultura; si trasformò in quella che ancora è chiamata la “Cascina Ospedale”.